# Ligang, Ningxia
Ligang (kinesiska: 立岗, 立岗镇) är en köping i Kina. Den ligger i den autonoma regionen Ningxia, i den nordvästra delen av landet, omkring 24 kilometer nordost om regionhuvudstaden Yinchuan. Antalet invånare är 24165. Befolkningen består av 12 005 kvinnor och 12 160 män. Barn under 15 år utgör 18,0 %, vuxna 15-64 år 72 %, och äldre över 65 år 8,0 %.
Genomsnittlig årsnederbörd är 290 millimeter. Den regnigaste månaden är juli, med i genomsnitt 82 mm nederbörd, och den torraste är december, med 1 mm nederbörd.